# Södra Sotenäs landskommun
Södra Sotenäs landskommun var en tidigare kommun i dåvarande Göteborgs och Bohus län.

## Administrativ historik
Kommunen bildades som "storkommun" vid kommunreformen 1952 och bestod av de tidigare landskommunerna Askum, Malmön och Gravarne (Kungshamn) och uppkallades efter sitt läge i södra delen av Sotenäs härad.
1974 blev den en del av då nybildade Sotenäs kommun.
Inom kommunen fanns fem municipalsamhällen: Tångens municipalsamhälle, Gravarne och Bäckeviks municipalsamhälle, Hovenäsets municipalsamhälle, Malmöns municipalsamhälle och Väjerns municipalsamhälle. De upplöstes alla 31 december 1959.
Kommunkoden var 1427.

### Kyrklig tillhörighet
I kyrkligt hänseende tillhörde kommunen församlingarna Askum, Kungshamn och Malmön.

## Geografi
Södra Sotenäs landskommun omfattade den 1 januari 1952 en areal av 69,23 km², varav 68,40 km² land.

### Tätorter i kommunen 1960
| Tätort    | Folkmängd |
| --------- | --------- |
| Gravarne  | 2 786     |
| Malmön    | 533       |
| Hovenäset | 384       |
| Väjern    | 256       |

Tätortsgraden i kommunen var den 1 november 1960 75,8 procent.

## Politik

### Mandatfördelning i valen 1950–70
| 22 | 7 | 2 | 7 | 2 |

| 36 |

| 22 |  | 2 | 12 | 3 |

| 35 |

|  | 22 | 2 | 2 | 10 | 3 |

| 35 |

| 21 | 9 | 3 | 6 |  |

| 36 |

| 18 | 6 | 3 | 8 |

| 31 |

| 17 | 4 | 6 | 8 |

| 32 |